# Giovanni Zanni
Giovanni Zanni (né le 19 février 1904 à Casale Monferrato dans le Piémont et mort à une date inconnue) est un joueur de football italien, qui jouait en tant qu'attaquant.

## Biographie
Zanni commence sa carrière pour le club de sa ville natale de l'AS Casal Calcio, avant de rejoindre la Juventus (jouant avec les juventini sa première rencontre le 6 juillet 1929 lors d'une défaite 3-0 contre le Slavia Prague en Coupe d'Europe centrale), puis la capitale avec la Lazio.
Il continue ensuite sa carrière en jouant avec des clubs moins importants, comme Foligno, Pérouse, Bénévent puis Omegna.